# Superliga de baloncesto de Irán 2001-02
La edición 2001-02 de la Superliga de baloncesto de Irán finalizó con el Zob Ahan como campeón de la misma tras vencer en la final al Sanam.
Los equipos Rah Ahan y TB Fars descendieron de categoría.

## Temporada regular

### Grupo A
| Posición | Equipo                 |
| -------- | ---------------------- |
| 1        | Sanam Tehran           |
| 2        | Simin Sepahan Esfahan  |
| 3        | Homa Tehran            |
| 4        | PAS Tehran             |
| 5        | Petrochimi Bandar Imam |
| 6        | Tarbiat Badani Fars    |

### Grupo B
| Posición | Equipo           |
| -------- | ---------------- |
| 1        | Zob Ahan Esfahan |
| 2        | Paykan Tehran    |
| 3        | Iran Nara Tehran |
| 4        | Farsh Mashhad    |
| 5        | Shahrdari Gorgan |
| 6        | Rah Ahan Tehran  |

## Play-offs

### Por el título
|  | Cuartos de final | Cuartos de final |               |               | Semifinales   | Semifinales   |  |  | Final | Final |
|  |                  |                  |               |               |               |               |  |  |       |       |
|  |                  |                  |               |               |               |               |  |  |       |       |
|  |                  |                  |               |               |               |               |  |  |       |       |
|  | Sanam            | 2                |               |               |               |               |  |  |       |       |
|  | Sanam            | 2                |               |               |               |               |  |  |       |       |
|  | Farsh            | 0                |               |               |               |               |  |  |       |       |
|  | Farsh            | 0                | Sanam         | 2             |               |               |  |  |       |       |
|  |                  |                  | Sanam         | 2             |               |               |  |  |       |       |
|  |                  | Paykan           | 1             |               |               |               |  |  |       |       |
|  | Homa             | Paykan           | 1             | 0             |               |               |  |  |       |       |
|  | Homa             |                  |               | 0             |               |               |  |  |       |       |
|  | Paykan           | 2                |               |               |               |               |  |  |       |       |
|  | Paykan           | 2                | Sanam         | 0             |               |               |  |  |       |       |
|  |                  |                  | Sanam         | 0             |               |               |  |  |       |       |
|  |                  | Zob Ahan         | 2             |               |               |               |  |  |       |       |
|  | Simin Sepahan    | Zob Ahan         | 2             | 2             |               |               |  |  |       |       |
|  | Simin Sepahan    |                  |               | 2             |               |               |  |  |       |       |
|  | Iran Nara        | 0                |               |               |               |               |  |  |       |       |
|  | Iran Nara        | 0                | Simin Sepahan | 0             | Tercer puesto | Tercer puesto |  |  |       |       |
|  |                  |                  | Simin Sepahan | 0             | Tercer puesto | Tercer puesto |  |  |       |       |
|  |                  | Zob Ahan         | 2             |               |               |               |  |  |       |       |
|  | PAS              | Zob Ahan         | 2             | 0             | Paykan        | 2             |  |  |       |       |
|  | PAS              |                  |               | 0             | Paykan        | 2             |  |  |       |       |
|  | Zob Ahan         | 2                |               | Simin Sepahan | 0             |               |  |  |       |       |
|  | Zob Ahan         | 2                |               |               | 0             |               |  |  |       |       |
|  |                  |                  |               |               |               |               |  |  |       |       |
|  |                  |                  |               |               |               |               |  |  |       |       |

### Del quinto al octavo
|  | Puestos quinto a octavo | Puestos quinto a octavo |   |      | Quinto puesto | Quinto puesto |  |
|  |                         |                         |   |      |               |               |  |
|  |                         |                         |   |      |               |               |  |
|  |                         |                         |   |      |               |               |  |
|  | Farsh                   | 2                       |   |      |               |               |  |
|  | Homa                    | 1                       |   |      |               |               |  |
|  |                         |                         |   |      |               |               |  |
|  |                         |                         |   |      |               |               |  |
|  |                         |                         |   |      | Farsh         | 0             |  |
|  |                         | Iran Nara               | 2 |      |               |               |  |
|  |                         |                         |   |      |               |               |  |
|  |                         |                         |   |      |               |               |  |
|  |                         |                         |   |      | Séptima plaza |               |  |
|  |                         |                         |   |      |               |               |  |
|  | Iran Nara               | 2                       |   | Homa | 2             |               |  |
|  | PAS                     | 0                       |   |      | PAS           | 0             |  |

### Del noveno a duodécimo
| Posición | Equipo                 |
| -------- | ---------------------- |
| 9        | Shahrdari Gorgan       |
| 10       | Petrochimi Bandar Imam |
| 11       | Rah Ahan Tehran        |
| 12       | Tarbiat Badani Fars    |

## Clasificación final
| Posición | Equipo                 |
| -------- | ---------------------- |
| 1        | Zob Ahan Esfahan       |
| 2        | Sanam Tehran           |
| 3        | Paykan Tehran          |
| 4        | Simin Sepahan Esfahan  |
| 5        | Iran Nara Tehran       |
| 6        | Farsh Mashhad          |
| 7        | Homa Tehran            |
| 8        | PAS Tehran             |
| 9        | Shahrdari Gorgan       |
| 10       | Petrochimi Bandar Imam |
| 11       | Rah Ahan Tehran        |
| 12       | Tarbiat Badani Fars    |

| Campeón de Superliga 2001-02 |
| ---------------------------- |
| Zob Ahan Esfahan             |